# Lista de finais do tênis nos Jogos Olímpicos da Juventude
Esta é a lista de finais do tênis nos Jogos Olímpicos de Verão da Juventude.

## Simples

### Masculinas

#### Disputa pela medalha de ouro
| Ano  | Cidade-sede  | Medalhista de ouro       | Medalhista de prata | Resultado            |
| ---- | ------------ | ------------------------ | ------------------- | -------------------- |
| 2018 | Buenos Aires | FRA Hugo Gaston          | ARG Facundo Acosta  | 6–4, 7–5             |
| 2014 | Nanjing      | POL Kamil Majchrzak      | BRA Orlando Luz     | 6–4, 7–5             |
| 2010 | Singapura    | COL Juan Sebastián Gómez | IND Yuki Bhambri    | 46–7, 7–64, 4–1, ab. |

#### Disputa pela medalha de bronze
| Ano  | Cidade-sede  | Medalhista de bronze | Quarto lugar        | Resultado     |
| ---- | ------------ | -------------------- | ------------------- | ------------- |
| 2018 | Buenos Aires | BRA Gilbert Klier    | BUL Adrian Andreev  | 6–4, 3–1, ab. |
| 2014 | Nanjing      | RUS Andrey Rublev    | JPN Jumpei Yamasaki | 6–1, 6–3      |
| 2010 | Singapura    | BIH Damir Džumhur    | RUS Victor Baluda   | 7–5, 6–1      |

#### Estatísticas
Medalhas por país
| Ordem | País                     | Medalha de ouro | Medalha de prata | Medalha de bronze |   |
| ----- | ------------------------ | --------------- | ---------------- | ----------------- | - |
| 1     | COL Colômbia             | 1               |                  |                   | 1 |
|       | POL Polônia              | 1               |                  |                   | 1 |
|       | FRA França               | 1               |                  |                   | 1 |
| 4     | BRA Brasil               |                 | 1                | 1                 | 2 |
|       | IND Índia                |                 | 1                |                   | 1 |
|       | ARG Argentina            |                 | 1                |                   | 1 |
| 7     | BIH Bósnia e Herzegovina |                 |                  | 1                 | 1 |
|       | RUS Rússia               |                 |                  | 1                 | 1 |

### Femininas

#### Disputa pela medalha de ouro
| Ano  | Cidade-sede  | Medalhista de ouro  | Medalhista de prata   | Resultado     |
| ---- | ------------ | ------------------- | --------------------- | ------------- |
| 2018 | Buenos Aires | SLO Kaja Juvan      | FRA Clara Burel       | 7–5, 6–4      |
| 2014 | Nanjing      | CHN Xu Shilin       | BLR Iryna Shymanovich | 6–3, 6–1      |
| 2010 | Singapura    | RUS Daria Gavrilova | CHN Zheng Saisai      | 2–6, 6–2, 6–0 |

#### Disputa pela medalha de bronze
| Ano  | Cidade-sede  | Medalhista de bronze            | Quarto lugar          | Resultado |
| ---- | ------------ | ------------------------------- | --------------------- | --------- |
| 2018 | Buenos Aires | COL María Camila Osorio Serrano | CHN Wang Xinyu        | 7–64, 6–0 |
| 2014 | Nanjing      | LTU Akvilė Paražinskaitė        | UKR Anhelina Kalinina | 6–3, 7–5  |
| 2010 | Singapura    | SVK Jana Čepelová               | HUN Tímea Babos       | 6–2, 7–5  |

#### Estatísticas
Medalhas por país
| Ordem | País             | Medalha de ouro | Medalha de prata | Medalha de bronze |   |
| ----- | ---------------- | --------------- | ---------------- | ----------------- | - |
| 1     | CHN China        | 1               | 1                |                   | 2 |
| 2     | RUS Rússia       | 1               |                  |                   | 1 |
|       | SLO Eslovênia    | 1               |                  |                   | 1 |
| 4     | BLR Bielorrússia |                 | 1                |                   | 1 |
|       | FRA França       |                 | 1                |                   | 1 |
| 6     | SVK Eslováquia   |                 |                  | 1                 | 1 |
|       | LTU Lituânia     |                 |                  | 1                 | 1 |
|       | COL Colômbia     |                 |                  | 1                 | 1 |

## Duplas

### Masculinas

#### Disputa pela medalha de ouro
| Ano  | Cidade-sede  | Medalhistas de ouro                        | Medalhistas de prata                   | Resultado        |
| ---- | ------------ | ------------------------------------------ | -------------------------------------- | ---------------- |
| 2018 | Buenos Aires | ARG Sebastián Báez ARG Facundo Díaz Acosta | BUL Adrian Andreev AUS Rinky Hijikata  | 6–4, 6–4         |
| 2014 | Nanjing      | BRA Orlando Luz BRA Marcelo Zormann        | RUS Karen Khachanov RUS Andrey Rublev  | 7–5, 3–6, [10–3] |
| 2010 | Singapura    | GBR Oliver Golding CZE Jiří Veselý         | RUS Victor Baluda RUS Mikhail Biryukov | 6–3, 6–1         |

#### Disputa pela medalha de bronze
| Ano  | Cidade-sede  | Medalhistas de bronze                     | Quarto lugar                            | Resultado           |
| ---- | ------------ | ----------------------------------------- | --------------------------------------- | ------------------- |
| 2018 | Buenos Aires | FRA Hugo Gaston FRA Clément Tabur         | CZE Ondřej Štyler CZE Dalibor Svrčina   | 6(4)–7, 7–5, [10–8] |
| 2014 | Nanjing      | JPN Ryotaro Matsumura JPN Jumpei Yamasaki | POL Kamil Majchrzak POL Jan Zieliński   | 6–4, 0–6, [10–4]    |
| 2010 | Singapura    | SVK Filip Horanský SVK Jozef Kovalík      | PRY Diego Galeano VEN Ricardo Rodríguez | 7–5, 6–4            |

#### Estatísticas
Medalhas por país
| Ordem | País             | Medalha de ouro | Medalha de prata | Medalha de bronze |   |
| ----- | ---------------- | --------------- | ---------------- | ----------------- | - |
| 1     | ZZX Equipa mista | 1               | 1                |                   | 2 |
| 2     | BRA Brasil       | 1               |                  |                   | 1 |
|       | ARG Argentina    | 1               |                  |                   | 1 |
| 4     | RUS Rússia       |                 | 2                |                   | 2 |
| 5     | SVK Eslováquia   |                 |                  | 1                 | 1 |
|       | JPN Japão        |                 |                  | 1                 | 1 |
|       | FRA França       |                 |                  | 1                 | 1 |

Obs: As medalhas das equipes mistas não foram contabilizadas individualmente paras as nações.

### Femininas

#### Disputa pela medalha de ouro
| Ano  | Cidade-sede  | Medalhistas de ouro                         | Medalhistas de prata                         | Resultado           |
| ---- | ------------ | ------------------------------------------- | -------------------------------------------- | ------------------- |
| 2018 | Buenos Aires | SLO Kaja Juvan POL Iga Świątek              | JPN Yuki Naito JPN Naho Sato                 | 6(5)–7, 7–5, [10–4] |
| 2014 | Nanjing      | UKR Anhelina Kalinina BLR Iryna Shymanovich | RUS Darya Kasatkina RUS Anastasiya Komardina | 6–4, 6–4            |
| 2010 | Singapura    | CHN Tang Haochen CHN Zheng Saisai           | SVK Jana Čepelová SVK Chantal Škamlová       | 6–4, 3–6, [10–4]    |

#### Disputa pela medalha de bronze
| Ano  | Cidade-sede  | Medalhistas de bronze                         | Quarto lugar                                            | Resultado |
| ---- | ------------ | --------------------------------------------- | ------------------------------------------------------- | --------- |
| 2018 | Buenos Aires | CHN Wang Xinyu CHN Wang Xiyu                  | ARG María Lourdes Carlé COL María Camila Osorio Serrano | 7–5, 6–3  |
| 2014 | Nanjing      | LVA Jeļena Ostapenko LTU Akvilė Paražinskaitė | USA Sofia Kenin MEX Renata Zarazúa                      | 6–3, 7–5  |
| 2010 | Singapura    | HUN Tímea Babos BEL An-Sophie Mestach         | RUS Daria Gavrilova RUS Yulia Putintseva                | 6–2, 6–2  |

#### Estatísticas
Medalhas por país
| Ordem | País             | Medalha de ouro | Medalha de prata | Medalha de bronze |   |
| ----- | ---------------- | --------------- | ---------------- | ----------------- | - |
| 1     | ZZX Equipa mista | 2               |                  | 2                 | 4 |
| 2     | CHN China        | 1               |                  |                   | 1 |
| 3     | SVK Eslováquia   |                 | 1                |                   | 1 |
|       | RUS Rússia       |                 | 1                |                   | 1 |
|       | JPN Japão        |                 | 1                |                   | 1 |
| 6     | CHN China        |                 |                  | 1                 | 1 |

Obs: As medalhas das equipes mistas não foram contabilizadas individualmente paras as nações.

### Mistas

#### Disputa pela medalha de ouro
| Ano  | Cidade-sede  | Medalhistas de ouro                 | Medalhistas de prata                              | Resultado        |
| ---- | ------------ | ----------------------------------- | ------------------------------------------------- | ---------------- |
| 2018 | Buenos Aires | JPN Yuki Naito JPN Naoki Tajima     | COL María Camila Osorio Serrano COL Nicolás Mejía | 6–2, 6–3         |
| 2014 | Nanjing      | SUI Jil Teichmann POL Jan Zieliński | CHN Ye Qiuyu JPN Jumpei Yamasaki                  | 4–6, 6–3, [10–4} |

#### Disputa pela medalha de bronze
| Ano  | Cidade-sede  | Medalhistas de bronze                 | Quarto lugar                    | Resultado        |
| ---- | ------------ | ------------------------------------- | ------------------------------- | ---------------- |
| 2018 | Buenos Aires | FRA Clara Burel FRA Hugo Gaston       | SUI Lulu Sun SUI Damien Wenger  | 6–4, 5–7, [10–4] |
| 2014 | Nanjing      | HUN Fanni Stollár POL Kamil Majchrzak | ROU Ioana Ducu ARG Matías Zukas | 6–3, 3–6, [10–5] |

#### Estatísticas
Medalhas por país
| Ordem | País         | Medalha de ouro | Medalha de prata | Medalha de bronze |   |
| ----- | ------------ | --------------- | ---------------- | ----------------- | - |
| 1     | JPN Japão    | 1               |                  |                   | 1 |
| 2     | COL Colômbia |                 | 1                |                   | 1 |
| 3     | FRA França   |                 |                  | 1                 | 1 |

Obs: As medalhas das equipes mistas não foram contabilizadas individualmente paras as nações.